# Conostigmus flagellaris
Conostigmus flagellaris är en stekelart som beskrevs av Paul Dessart 1997. Conostigmus flagellaris ingår i släktet Conostigmus och familjen trefåresteklar. Inga underarter finns listade i Catalogue of Life.